# Suffolk (race ovine)
Le suffolk est une race ovine originaire d'Angleterre. Cette race a été introduite en France à la fin du XIXe siècle et y a pris son essor à partir des années 1960, quand les éleveurs ont cherché à sélectionner des animaux mieux adaptés au climat français.
Le suffolk a la laine blanche et la peau noire. C'est une race assez prolifique, surtout réputée pour la formidable précocité de ses agneaux, qui ont une très bonne croissance ainsi qu'une bonne conformation, et cela sans excès de gras. Ce sont ces qualités qui ont conduit la race à se développer dans le monde entier, notamment pour améliorer les aptitudes bouchères des agneaux de races locales peu productives.

## Origine
La race suffolk a été sélectionnée dans le comté de Suffolk en Angleterre dans le courant du XVIIIe siècle. Elle est issue de croisements entre des brebis Norfolk et des béliers Southdown. La race est reconnue comme pure dès 1810, mais son livre généalogique n'est créé que bien plus tard.
Les suffolks furent dès lors utilisés en croisement dans le monde entier et leur introduction en France date de la fin du XIXe siècle. Au départ, seuls quelques béliers sont importés, puis un troupeau entier est acquis par un éleveur d'Île-de-France en 1925. Le livre généalogique est finalement créé en 1957, et à compter des années 1960 de gros efforts de sélection sont réalisés par les éleveurs français pour obtenir des animaux mieux adaptés aux climats continental et méditerranéens. Ils se sont progressivement développés dans le pays pour atteindre un effectif de 40 000 brebis en 2007.

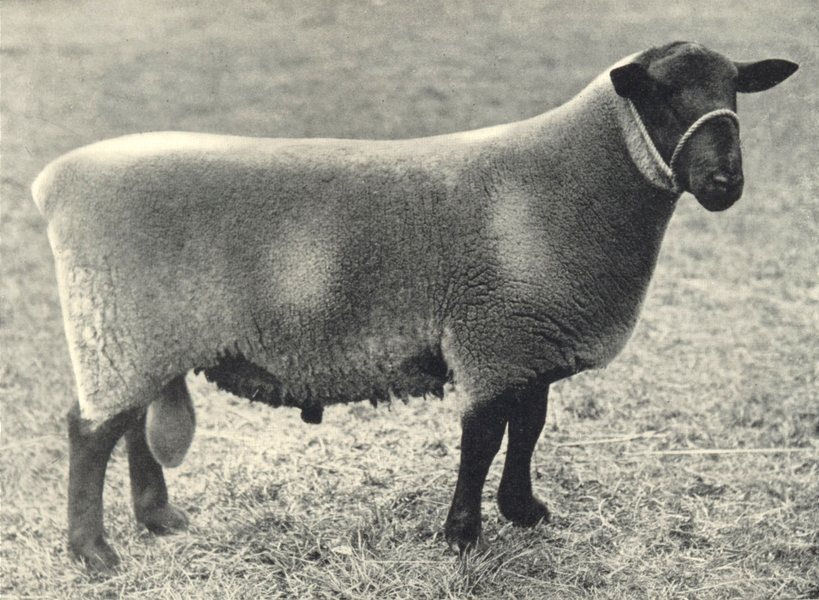
Bélier suffolk en 1912.

## Description
Le suffolk a un cou moyen, des épaules larges et compactes et un dos plat et long. Ses côtes sont arrondies, sa poitrine profonde et sa queue implantée assez haute. Il a des aplombs corrects, et des membres écartés dont l'extrémité est couverte de poils noirs. Sa tête est dépourvue de cornes et de laine, et est couverte de poils noirs fins et brillants. Elle présente un chanfrein droit ou légèrement busqué, et porte de longues oreilles noires, tombantes chez le mâle. Le reste du corps est recouvert d'une toison uniformément blanche, de longueur moyenne et assez serrée.
C'est une race lourde, les béliers pesant entre 80 et 150 kg et les brebis entre 65 et 90 kg.

## Aptitudes

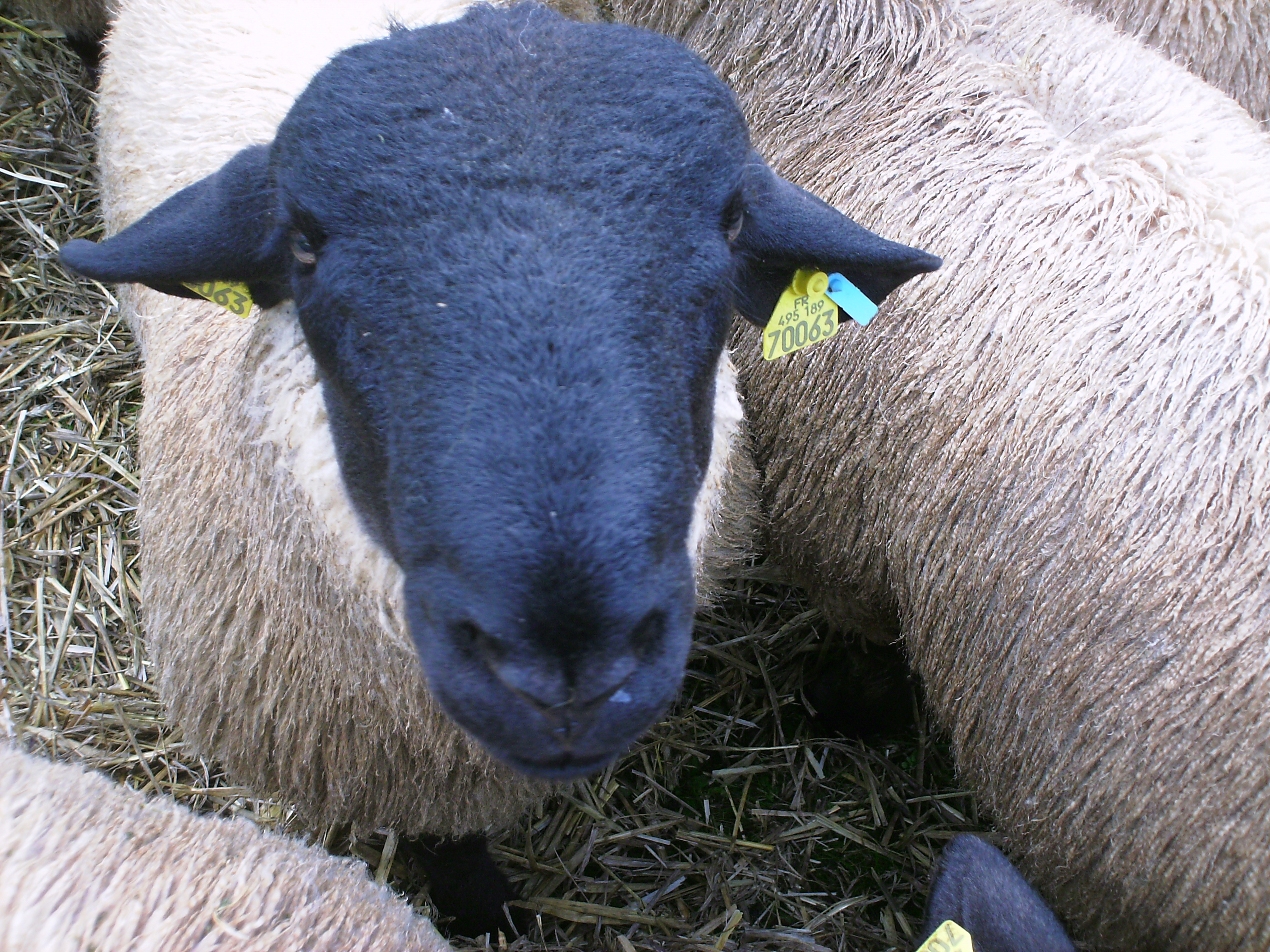
Gros plan sur une brebis suffolk

Les brebis suffolk ont une saison sexuelle bien marquée, et peuvent être mise naturellement à la reproduction à partir de la fin du mois de juin. Cela permet des agnelages assez précoces entre décembre et février. Race très prolifique avec une forte production laitière, permettant l'élevage de plusieurs petits. Elle a également une bonne longévité. La qualité principale de la brebis suffolk est sa rapidité de croissance, avec une viande très pure (sans excès de gras). Les agneaux peuvent facilement atteindre 30 kg à l'âge de 70 jours. De même sa robustesse en fait un animal qui s'adapte à un grand nombre de climats différents. Il valorise assez bien les fourrages grossiers. Il s'agit avant tout d'une race d'herbage, avec un agnelage annuel et un agneau engraissé à l'herbe avec sa mère. Toutefois, la race s'adapte bien à un élevage en bergerie, où la vitesse de croissance des agneaux peut être encore mieux exploitée.
La bonne conformation de ce mouton est à l'origine de la popularité de ses béliers à l'export afin d'être croisés avec des brebis rustiques ou laitières mal conformées et améliorer la qualité des agneaux.

## Sélection

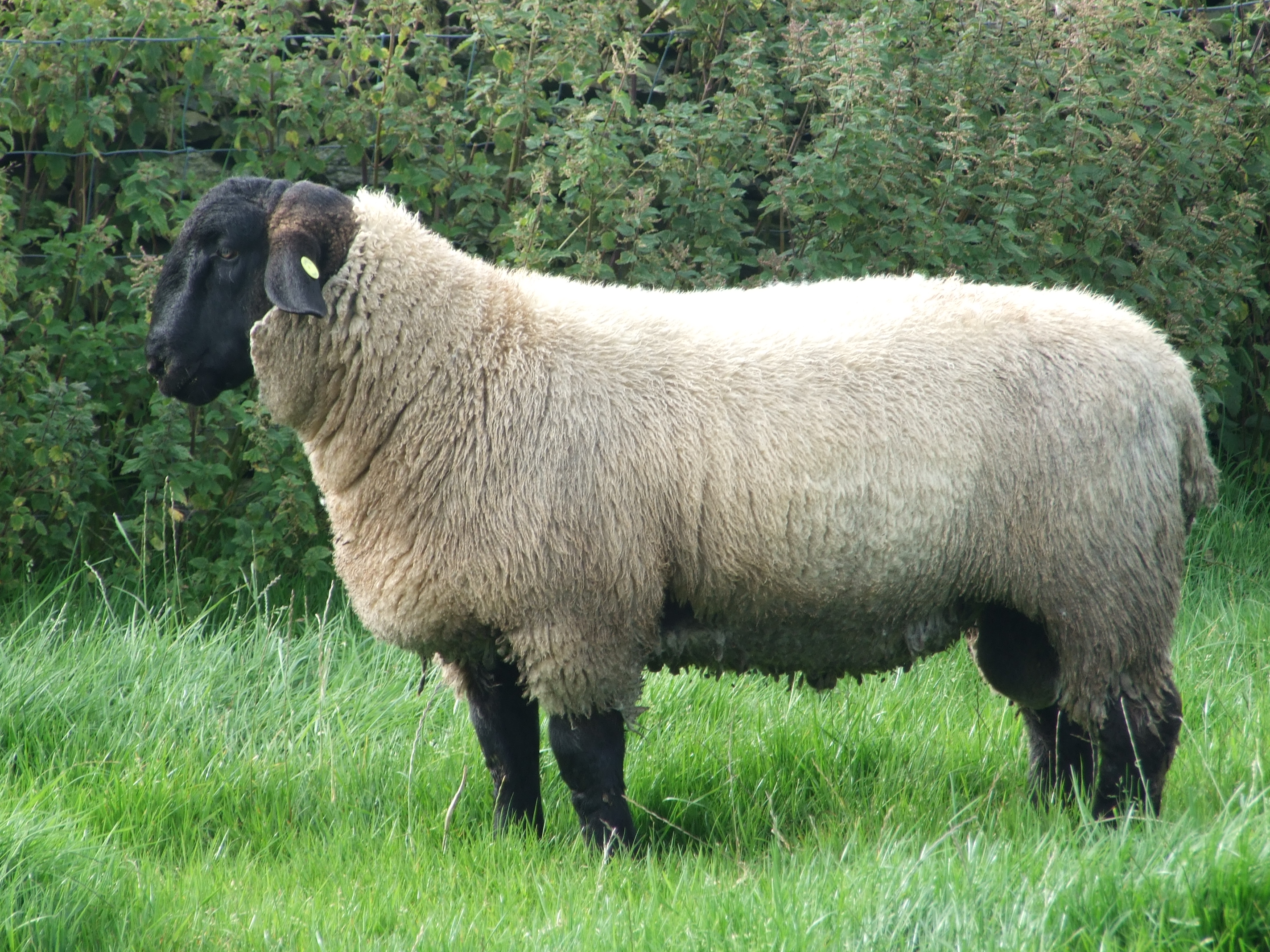
Bélier de sept mois.

Aujourd'hui la sélection est orientée sur l'amélioration de la conformation, de la croissance, de la prolificité, de la valeur laitière et de la précocité sexuelle. Pour cela, la race dispose d'un programme de sélection qui inclut notamment un contrôle des animaux en ferme qui concerne pas moins de 6 700 animaux. Les 150 agneaux mâles aux parents connus pour leurs performances sont par la suite rassemblés dans une station d'évaluation individuelle. Là, ils peuvent être contrôlés dans des conditions similaires. Les dix béliers ayant montré les meilleurs aptitudes sont mis à la reproduction pour que l'on contrôle leurs descendants afin de mieux connaître leur valeur génétique. Ils sont mis à disposition des éleveurs par insémination artificielle.

## Diffusion
La race suffolk est présente dans le monde entier, où elle est principalement utilisée en croisement avec des brebis locales pour améliorer la conformation de leurs agneaux. En France on compte pas moins de 40 000 brebis réparties principalement dans le Nord, la Picardie, la Lorraine, la Bourgogne et la Nouvelle-Aquitaine.